# Katianna gloriosa
Katianna gloriosa är en urinsektsart som beskrevs av John Tenison Salmon 1946. Katianna gloriosa ingår i släktet Katianna och familjen Katiannidae. Inga underarter finns listade i Catalogue of Life.